# Abi Raye
Pour les articles homonymes, voir Raye.
Abigail Raye (parfois appelée couramment Abi Raye), née le 17 mai 1991 à Epsom en Angleterre, est une joueuse de hockey sur gazon belge (ancienne canadienne entre 2009 et 2019). Elle évolue au KHC Dragons et avec l'équipe nationale belge.

## Carrière

### Jeux panaméricains
- : 2015

### Coupe d'Amérique
- : 2013

### Championnat d'Europe
- : 2021
- Top 8 : 2019